# هندريك دي كوك
هندريك دي كوك (بالإنجليزية: Hendrik de Kok)‏ هو مجدف جنوب أفريقي، ولد في 20 مارس 1902 في Winburg ‏ في جنوب أفريقيا، وتوفي في 24 مايو 1993 في جوهانسبرغ في جنوب أفريقيا.

## وصلات خارجية
- هندريك دي كوك على موقع الاتحاد الدولي للتجديف (الإنجليزية)
- هندريك دي كوك على موقع أوليمبيديا (الإنجليزية)